# Tatres occidentals
Els Tatres occidentals (eslovacː Západné Tatry, polonèsː Tatry Zachodnie) són una serralada que constitueix junt amb els Tatres orientals, la serralada Tatra que s'estén al nord del massís dels Carpats. El cim més alt és el mont Bystrá que arriba als 2.248 m d'alçada.

## Geomorfologia
Els Tatres occidentals tenen sis sectors:
- Osobitá (nord-oest);
- Sivý vrch (oest);
- Liptovské Tatry (part central i sud);
- Roháče (part central);
- Červené vrchy (nord-est);
- Liptovské kopy (est).

## Protecció ambiental
Tots els Tatres occidentals estan protegits, formant part del Parc Nacional dels Tatra Eslovacs i el Parc Nacional dels Tatra Polonesos.